# حدائق ملوك هانوفر

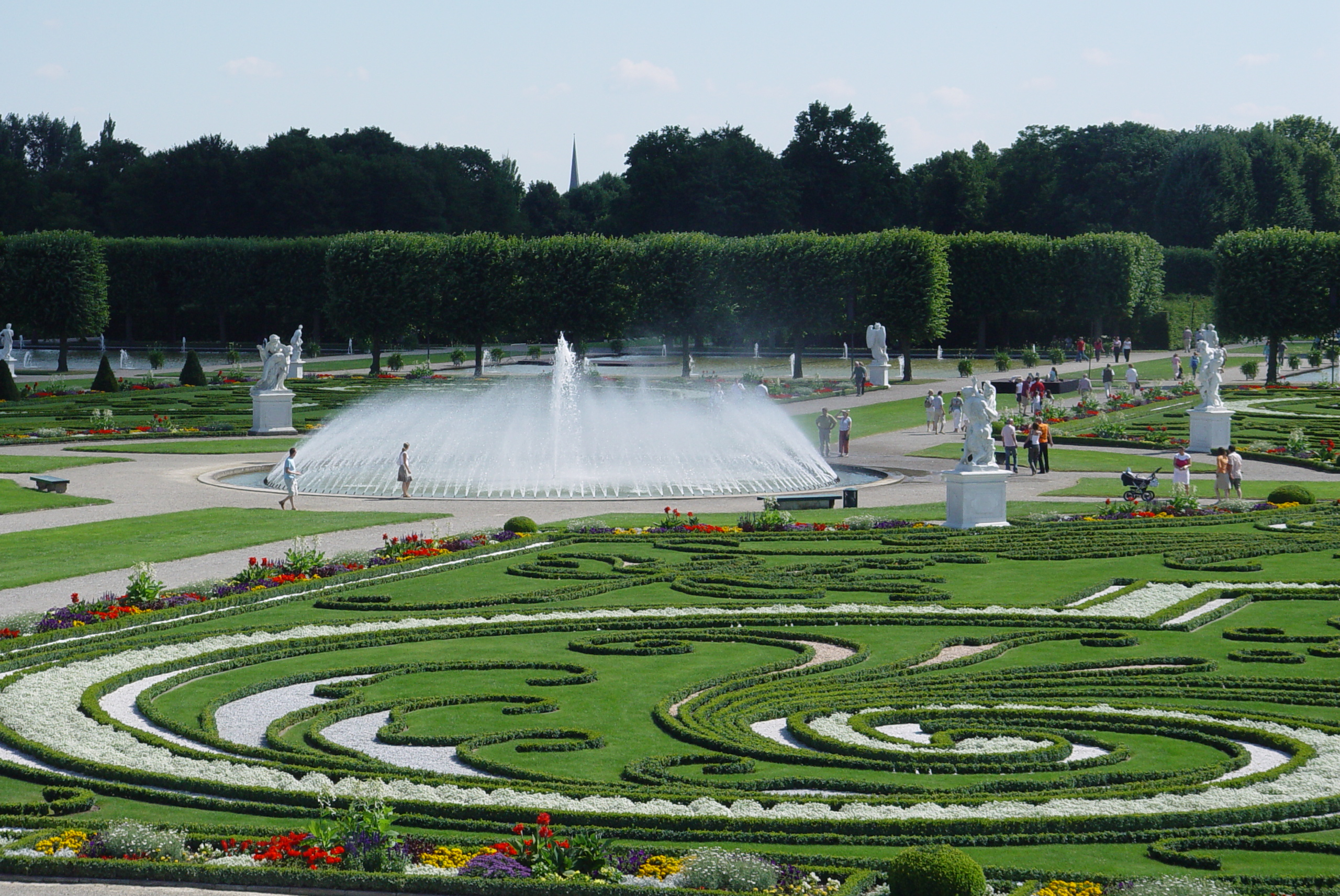
الحديقة الكبرى والنافورة الوسطية.

حدائق ملوك هانوفر أو هرن-هويزر-جارتن (بالألمانية: Herrenhäuser Gärten)Die  Herrenhäuser Gärten  in في مدينة هانوفر في شمال ألمانيا، وتتكون من الحديقة الكبرى، وحديقة الجبل Berggarten ، وحديقة «جيورجن جارتن» و «ولفين-جارتن».
وتعتبر الحديقة الكبري الواقعة في حي «هرنهاوزن» من أهم الحدائق المزينة على نمط فن الباروك في أوروبا، وتمثل قلب حدائق هرنهويزر التاريخية. واما الحديقة المقابلة لها ويفصلهما شارع يجري فيه المترو فهي ما تسمى حديقة الجبل «برغ-جارتن»، وقد تطورت هذه من حقول لزراعة الخضروات ولتطعيم النباتات إلى «حديقة للنباتات». تحوي حديقة النباتات أيضا ثلاثة أجنحة مغطاة بالزجاج تنمو في كل جناح منها نباتات أوروبية، وجناح لأزهار، وجناح للأشجار الصحراوية.
يمكن زيارة الحديقة الكبرى وحديقة النباتات، ويزورها مئات الآلاف من السياح والزائرين سنويا.
أما «جيوجن-جارتن» فهي كبيرة وخارج أسوار تلك الحديقتين، وتصل في أطرافها من جهة وسط مدينة هانوفر بحديقة «ولفن-جارتن» وهبي تتبع الآن جامعة «هانوفر». أنشئت الحديقتان الأخيرتين على نمط الحديقة الإنجليزية، ويمكن زيارتهما مجانا، على عكس الحديقة الكبرى وال «برغ-جارتن» اللتان يلزمهما دفع رسوم لزيارتهما. تتبع الحدائق إدارة الثقافة بإدارة مدينة هانوفر.

## تاريخها

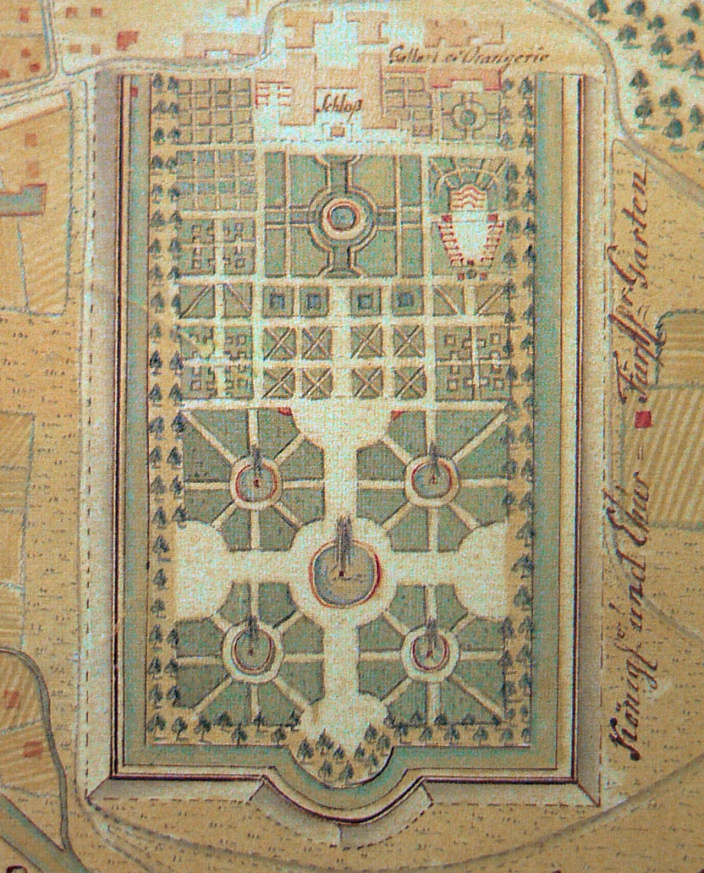
خريطة الحديقة الكبرى من عام 1763

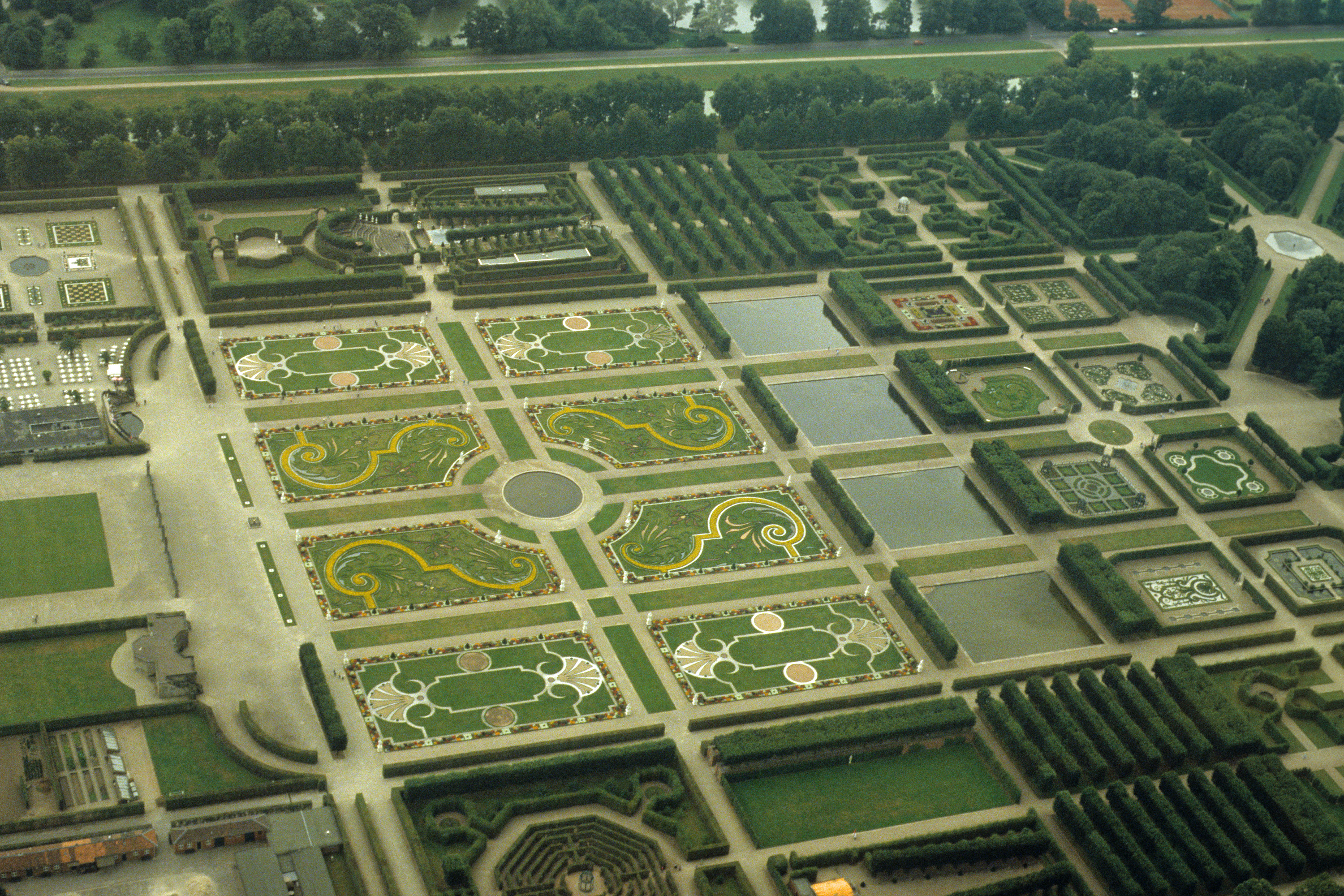
صورة الحديقة الكبرى من الجو ، أعلى يوجد المسرح المكشوف.

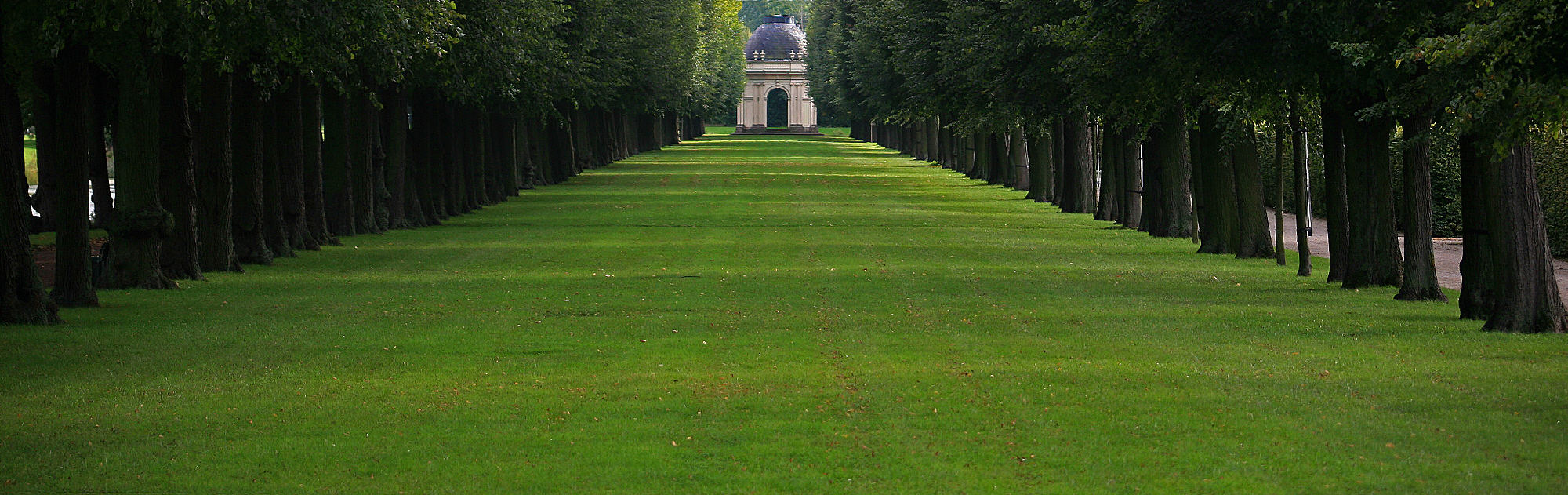
أحد الجوانب

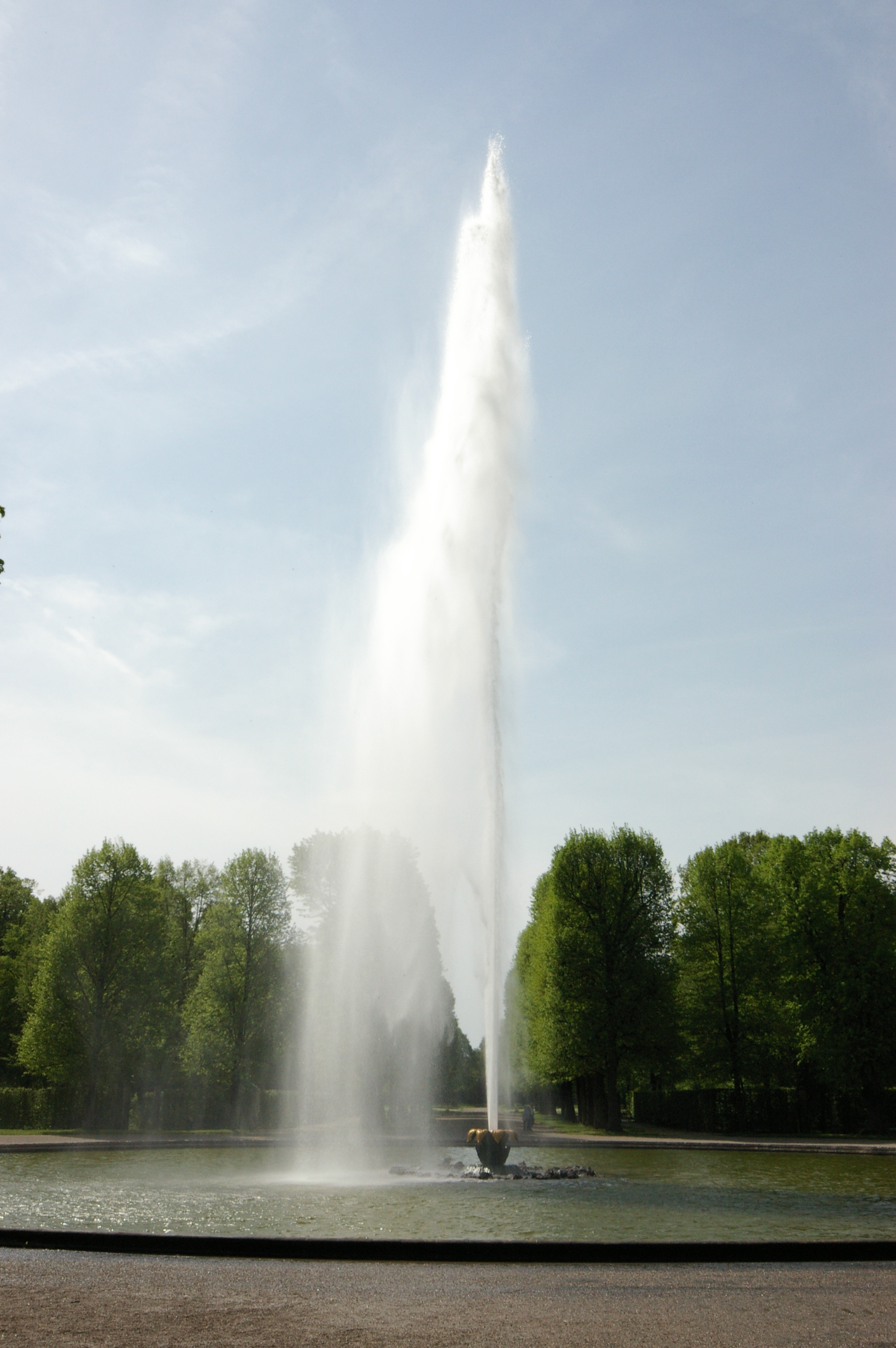
النافورة الكبيرة

أمر الأمير «هرتزوغ جيورج فون كالينبرج» في عام 1638 أنشاء حديقة للمطبخ وملحقاته من مبان في هذا المكان الذي كان يسمى «هوريجهوزن» / ولما جاء أبنه «يوهان فريدريش» من بعده في عام 1665 غير اسم المنطقة إلى هرنهويزر وأمر بإنشاء قصر فيها. وطلب من مهندسيه إنشاء حديقة للاستمتاع به، وقد أصبحت هذه هي الحديقة الكبرى.
كبرت الحديقة مع الزمن وكانت أكبر توسيع لها في عهد «الهرنزوج إيرنست أوجوست» (1679–1698) حيث ارتفعت مرتبة الأمير إلى أمير براونشفايج-لاونبورج. وتحت رعاية زوجته «صوفي فون در فالز» وهي من العائلة الملكية في جنوب ألمانيا قامت بتغيير الحديقة الكبرى حتي أصبحت على ما هي عليه الآن. وكانت الأميرة صوفي قد عاشت في هولندا في صباها، فأمرت بتغيير نمط الحديقة لتكون على طراز فن الباروك.
بين الأعوام 1676 و1680 وسعت الحدائق، وبنيت في الحديقة الكبرى نافورة على هيئة شلالات ساقطة في عام 1676.
1846 أمر ملك هانوفر إيرنست أوجوست الأول ببناء حديقة الجبل وبُني فيها كشكا زجاجيا لاحتواء النخيل. انتهى العمل فيها وتوفي الملك بعدها بعام ودفن في «البرج جارتن». وكان هو أحد من خمسة أبناء الملك للملك جورج الثالث الذي حكم المملكة المتحدة وهانوفر. وأما ابنة عمة فكتوريا فقد اعتلت عرش المملكة المتحدة.
حتى وسط القرن التاسع عشر أهملت الحدائق حيث انتقلت الأسرة الحاكمة إلى لندن حيث كانت على قرابة العائلة الملكية البريطانية. ثم وقعت مملكة هانوفر في قبضة ملك بروسيا في الحرب التي خسرتها هانوفر عام 1866، وبذلك انتهى الاتحاد بين هانوفر والمملكة المتحدة وانهدرت المنزلة الرفيعة للحديقة الكبرى.
هدم القصر اثناء الحرب العالمية الأولى. واشترت بلدية هانوفر الحدائق في عام 1936 وقامت بإنشاء حدائق خاصة صغير داخل الحديقة الكبيرة وجعلت منها ما يسمى «حديقة التيه»؛ كل قسم منها لها طابعه الخاص: قسم للورود، وقسم للأزهار، وغيرها من الأقسام، وتمت تلك التقسيمات طبقا لكانت موضوعة منذ 1674.
دمى القصر للمرة الثانية خلال الحرب العالمية الثانية. وأعادت بلدية هانوفر الحديقة إلى ما كانت عليه في عام 1966 . وزودت الحديقة بالنافورات، كما قامت الفنانة الفرنسية نيكي دي سان فال بتزيين مبنى الكشك من الداخل.

## الحديقة حاليا
يوجد في الحديقة الكبرى أخر العمال الفنية للفنانة التشكيلية الفرنسية «نيكي دي سانت فال», بين عامي 2001 و 2003 قام معاونوها بتزينن الكشك المكون من ثلاثة حجرات من الداخل بالقيشاني المرصع والمرايا وعدة تماثيل ملونة. تتفرع من الحجرة الوسطية (حجرة الدخول) ذات ثمانية أضلاع الحجرتين الأخريين يمينا ويسارا، وتنتهي كل حجرة من الحجرتين بنافورة صغير منقوشة وملونة وعليها تمثال.
تعاقدت بلدية هانوفر مع الجمعية الخيرية لشركة فولكسفاجن في عام 2009 على المشاركة في الصرف على تلك الحديقة لمدة 99 عام. وقد قامت الجمعية الخيرية لفولكسفاجن بإعادة بناء القصر طبقا للرسومات الاصلية. وقد انتهي العمل فيه وافتتح القصر ثانيا في يناير 2013، وأصبح صالات للمؤتمرات العلمية.

## الموقع
أنظر الخريطة

## معرض الصور

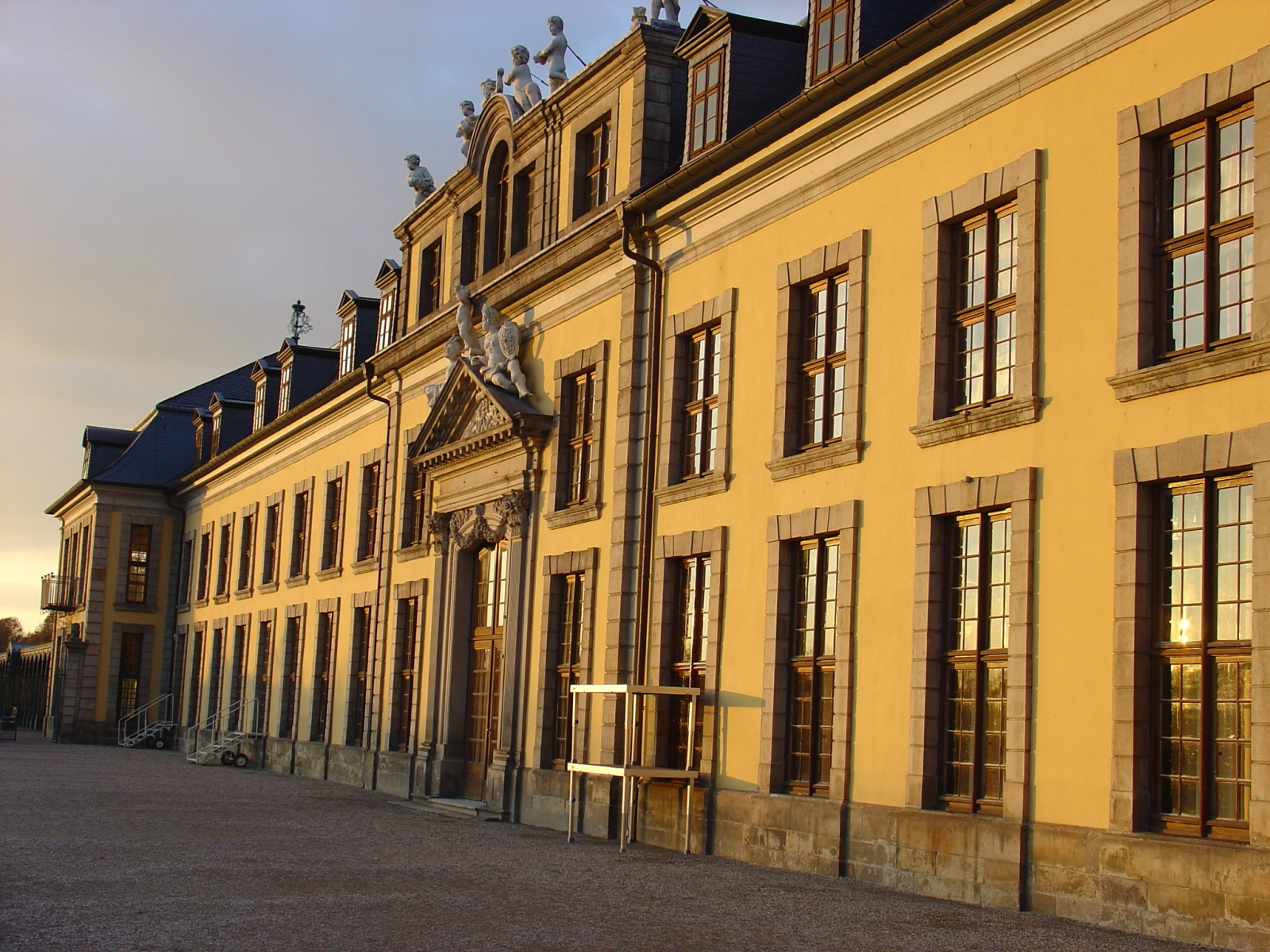
صالة الاحتفالات
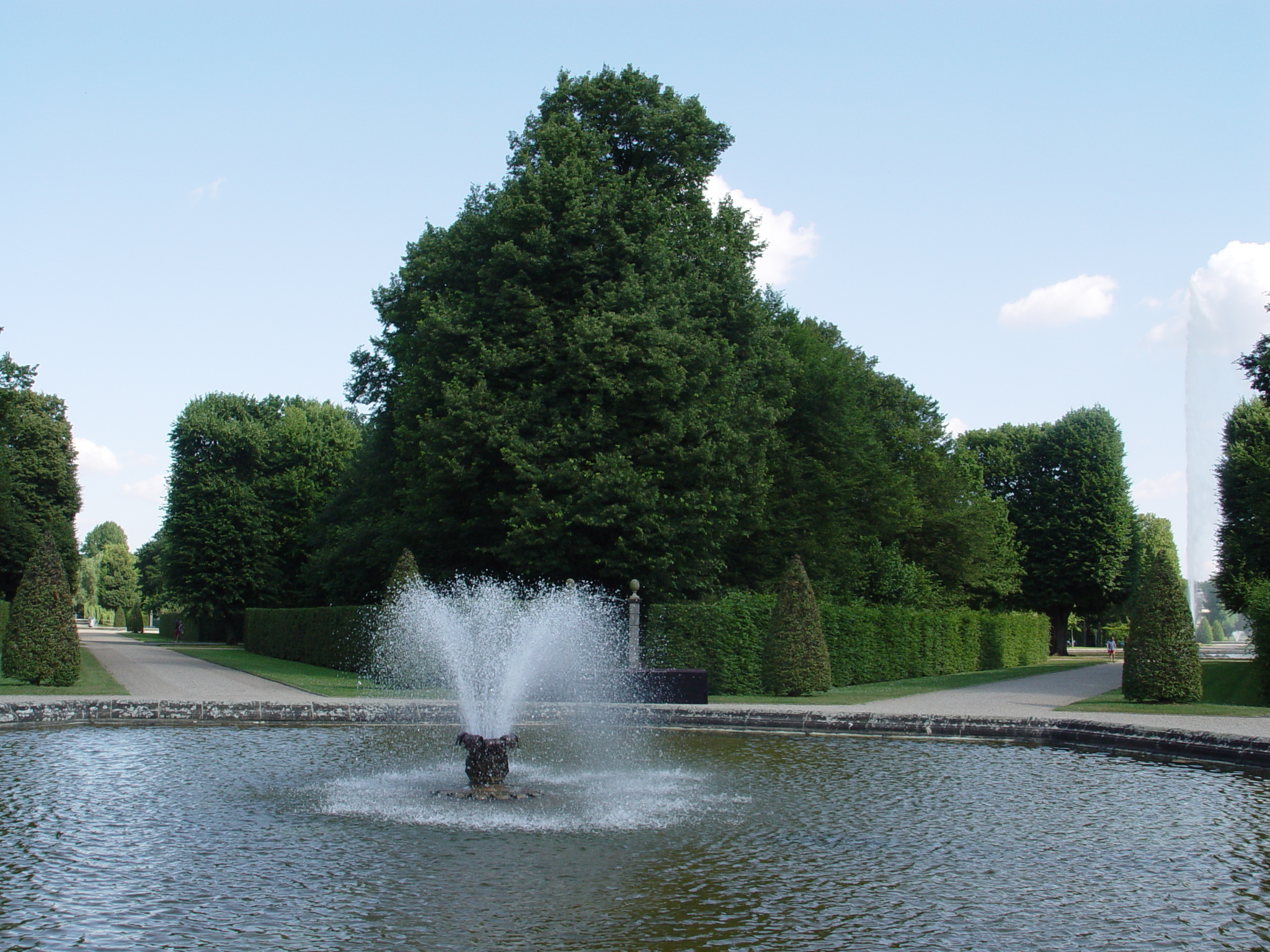
أحد النافورات الصغيرة
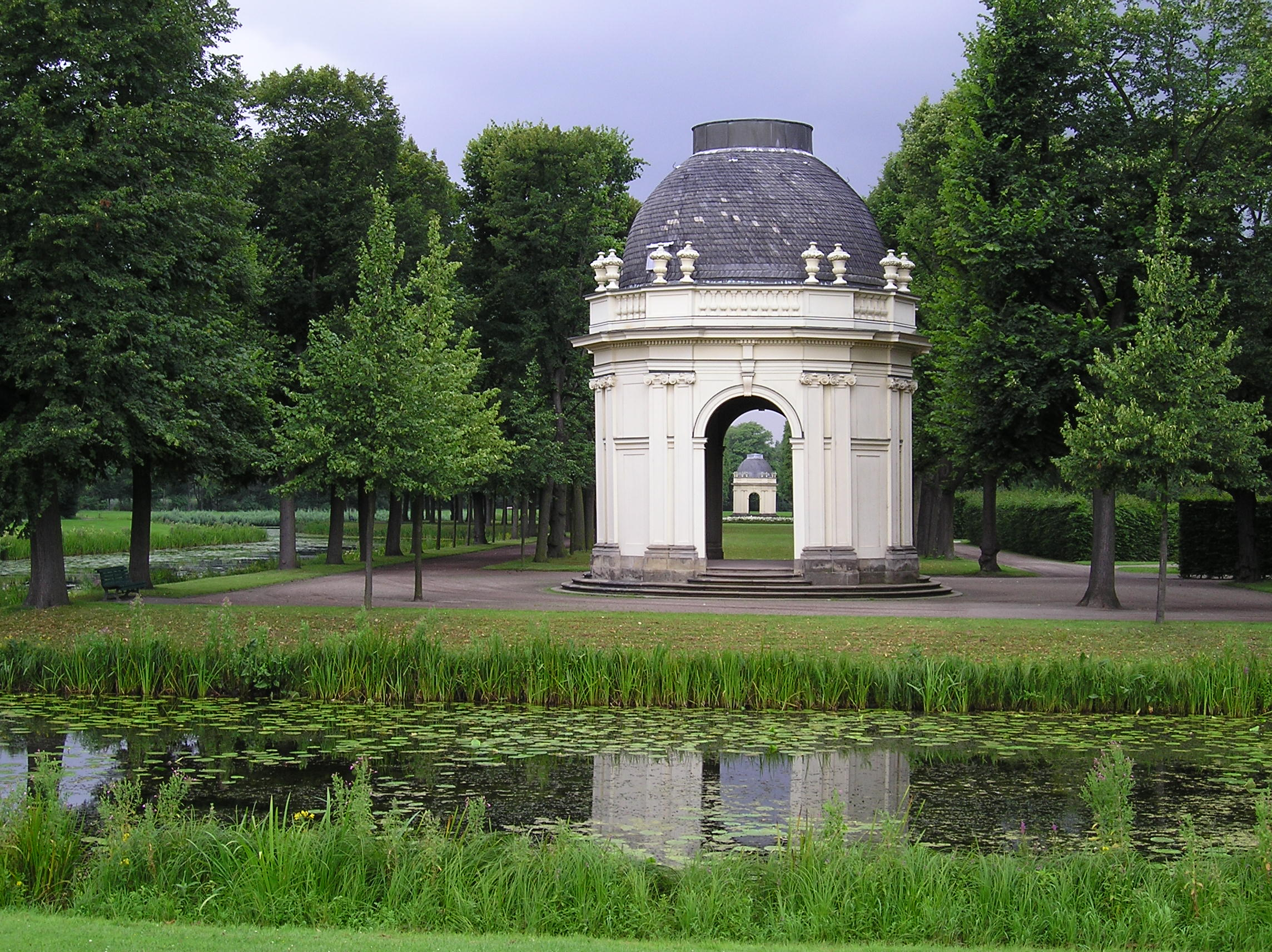
بافليون
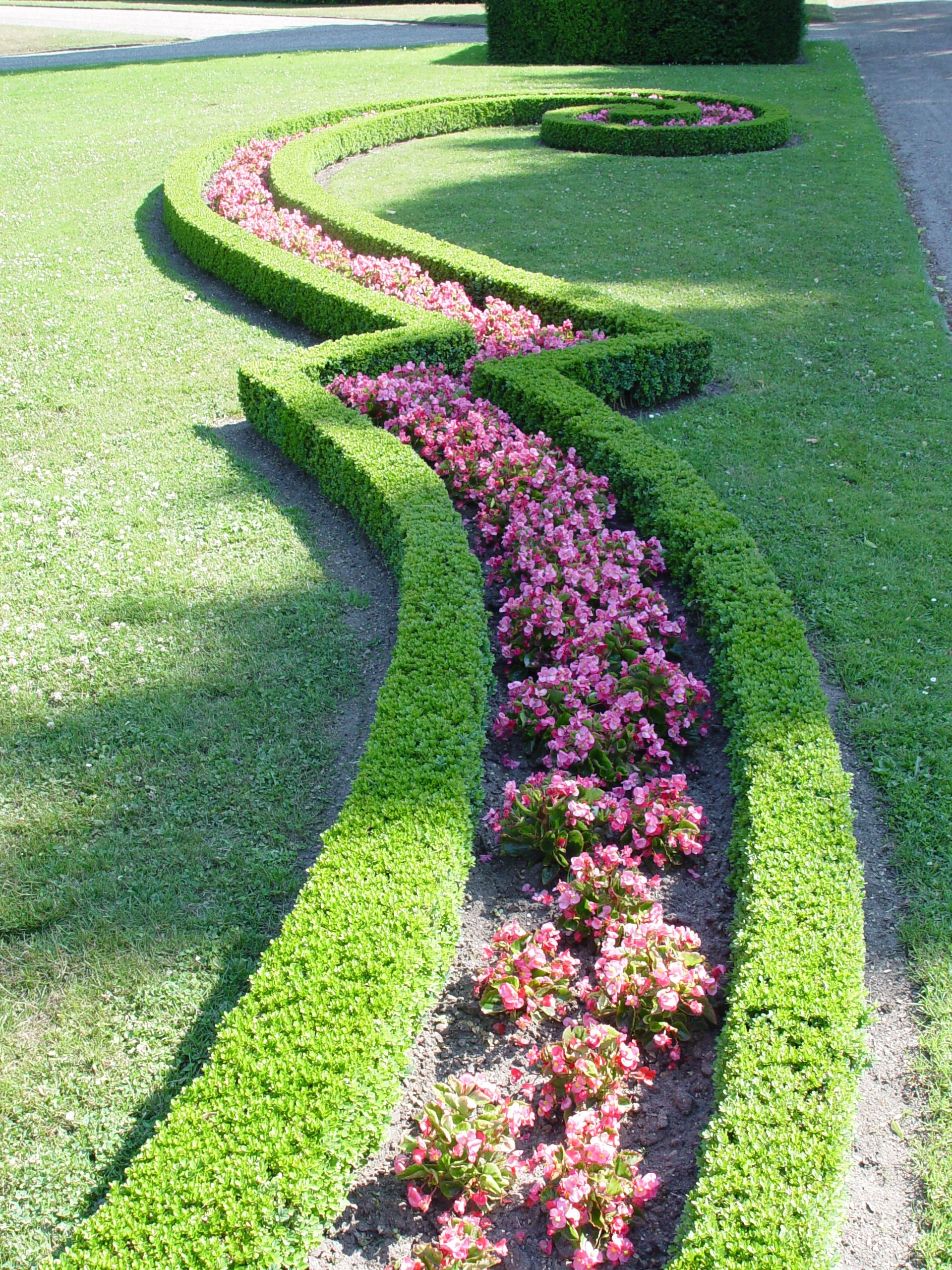
من زينة الحديقة
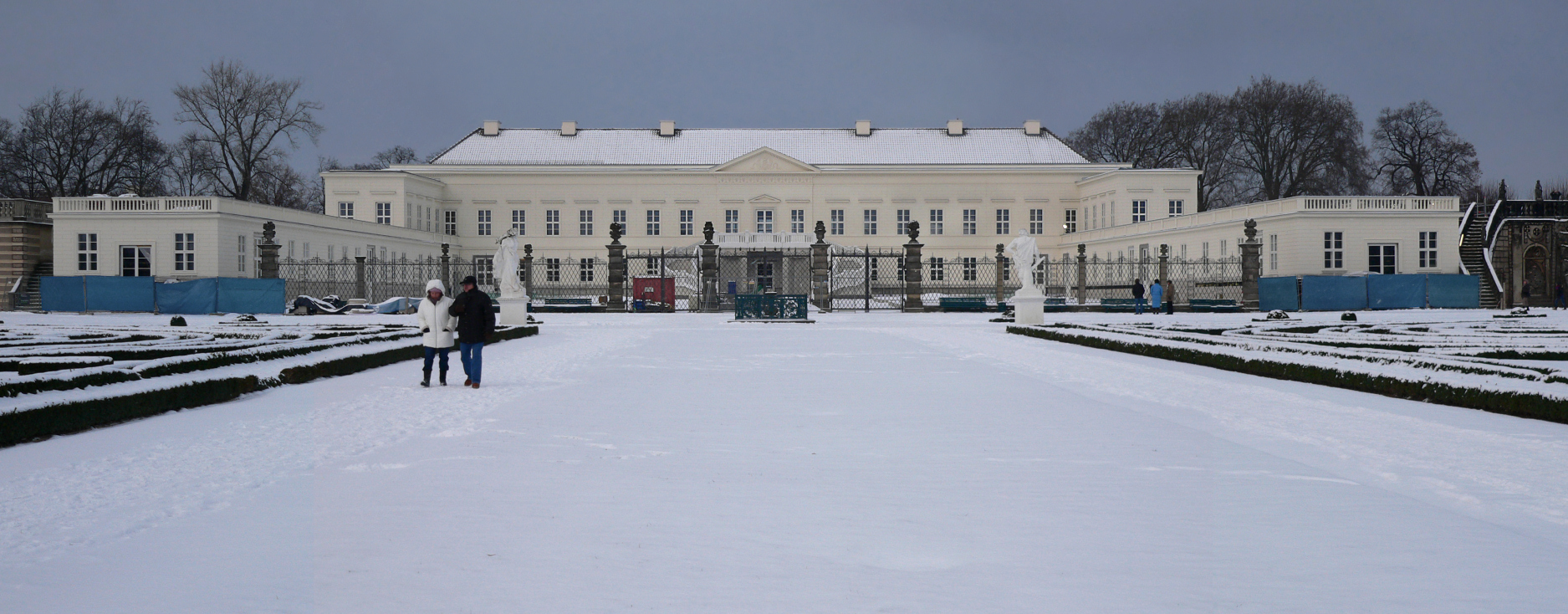
القصر بعد تجديده 2013
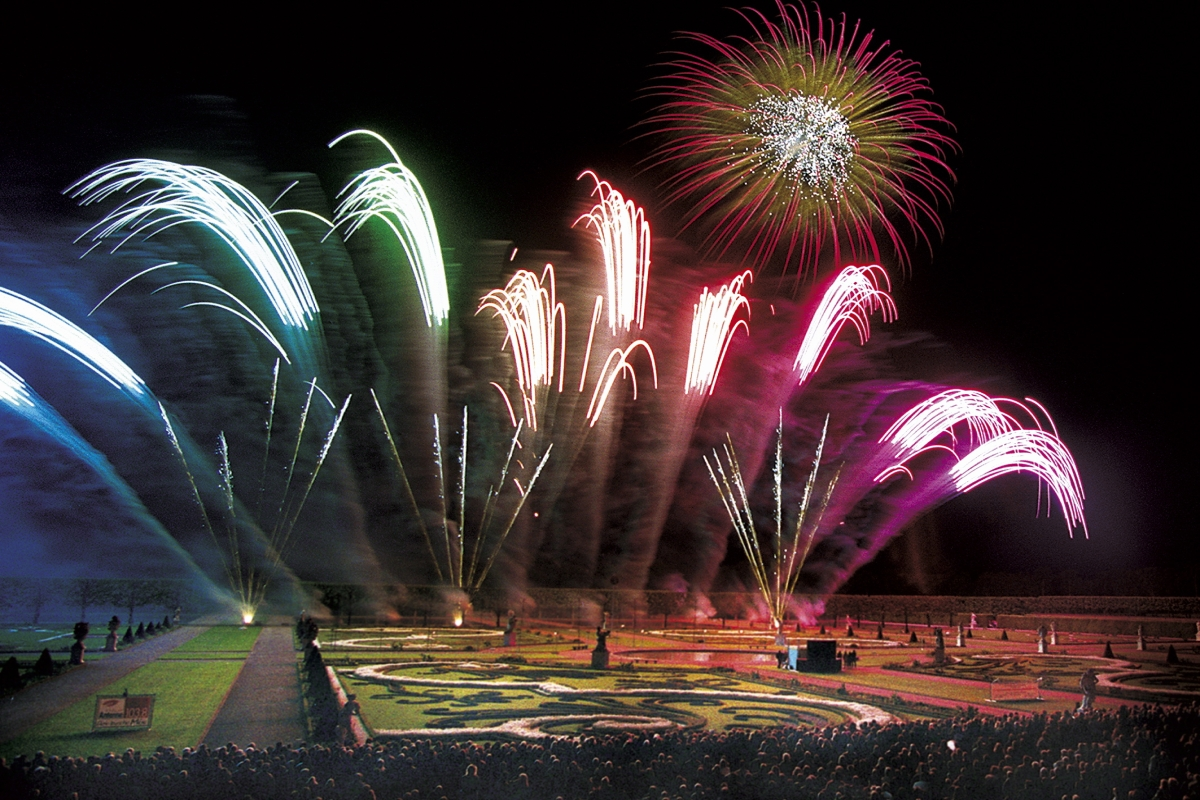
مسابقات ألعاب نارية سنويا
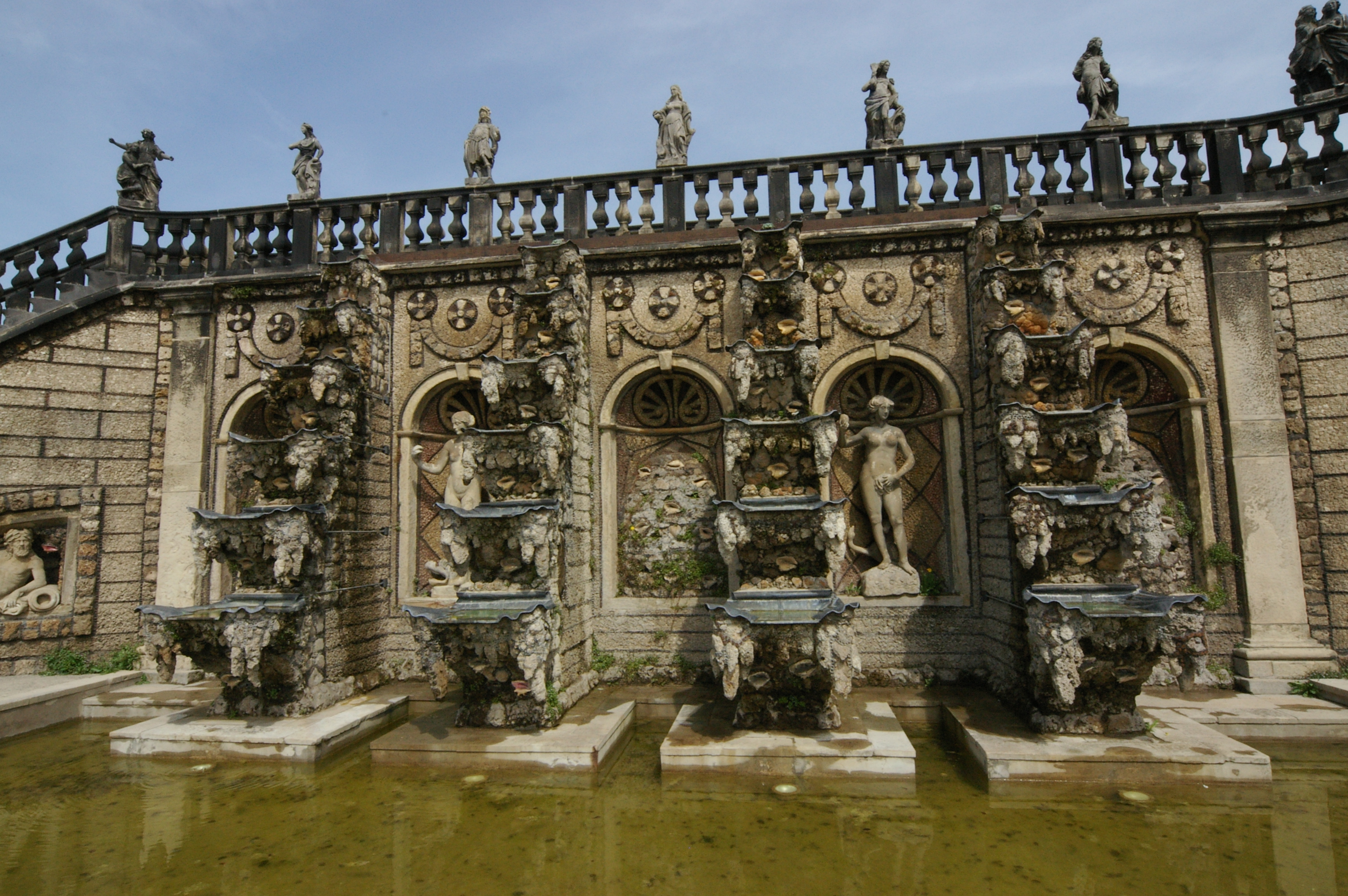
نافورة الشلالات
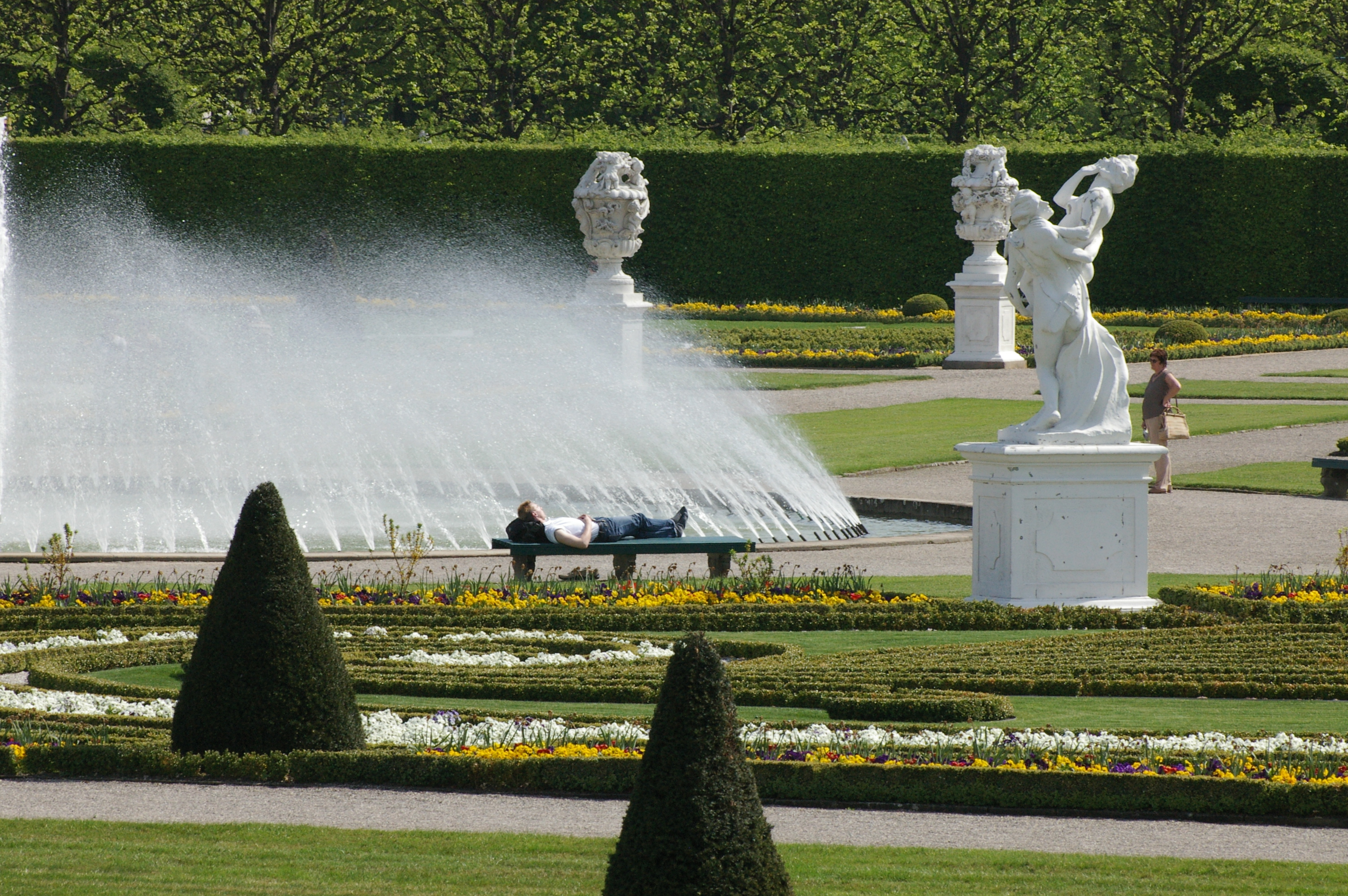
منظر على النافورة الوسطية.
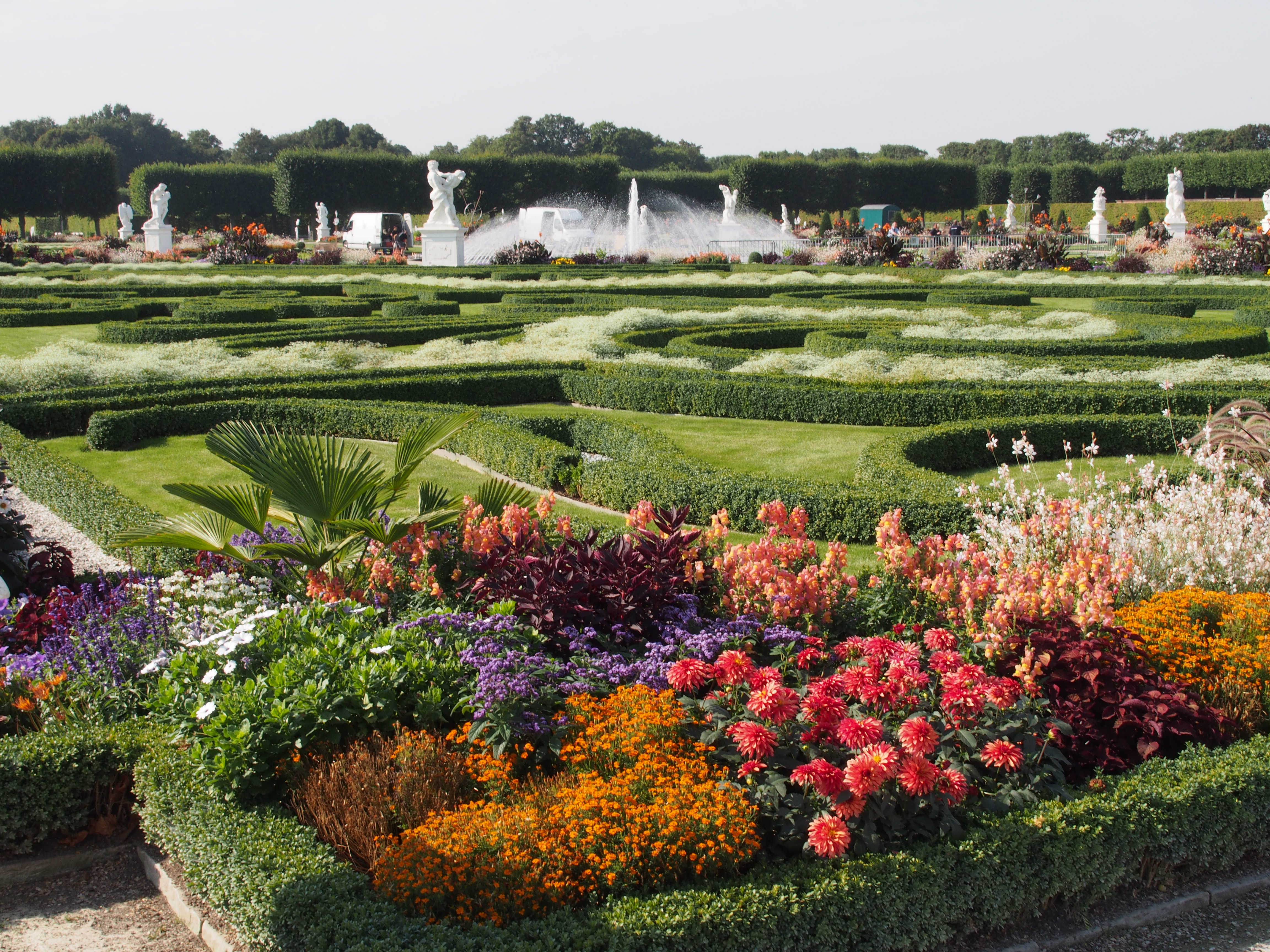
أحواض الأزهار.
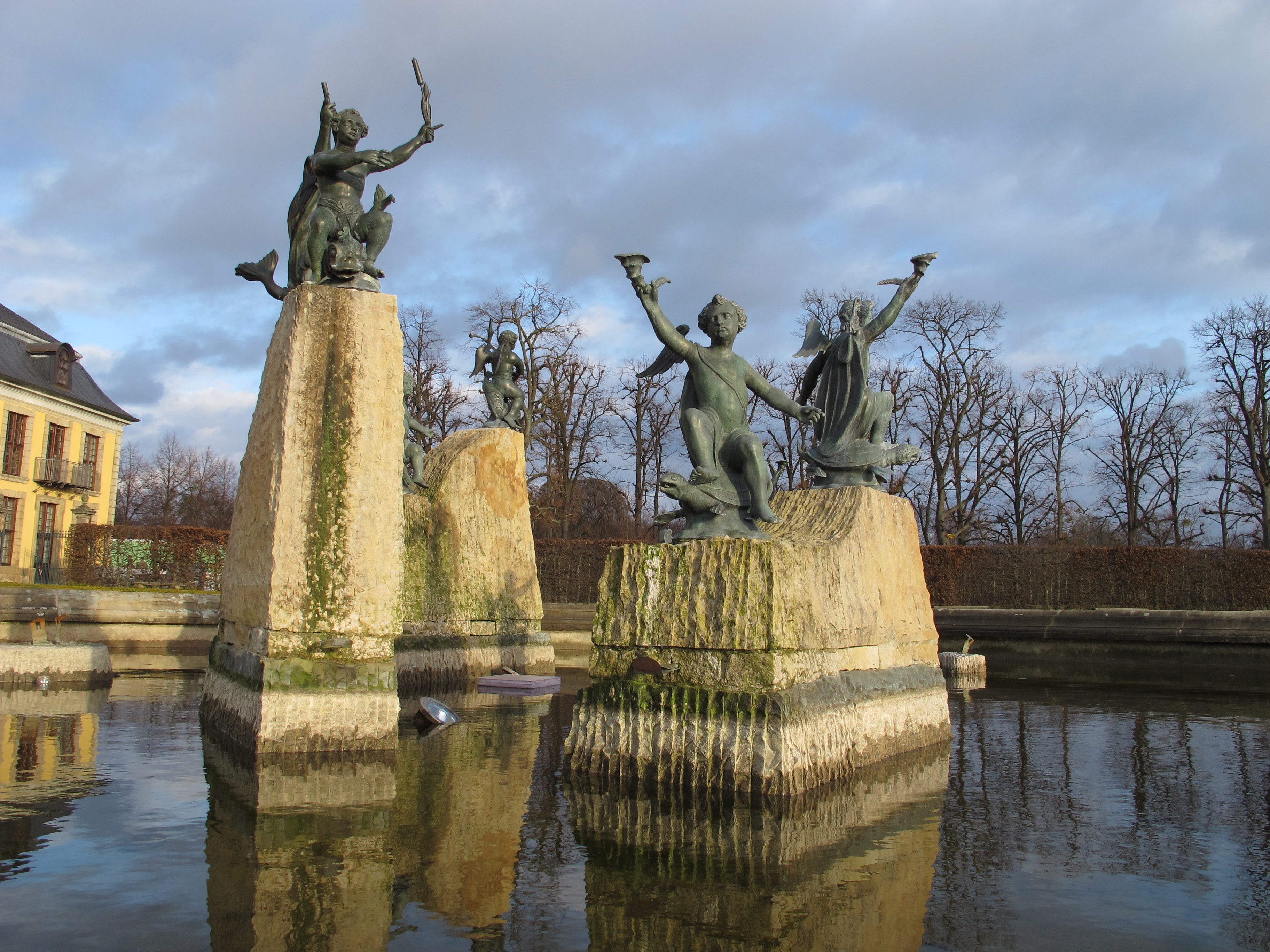
نافورة نبتون
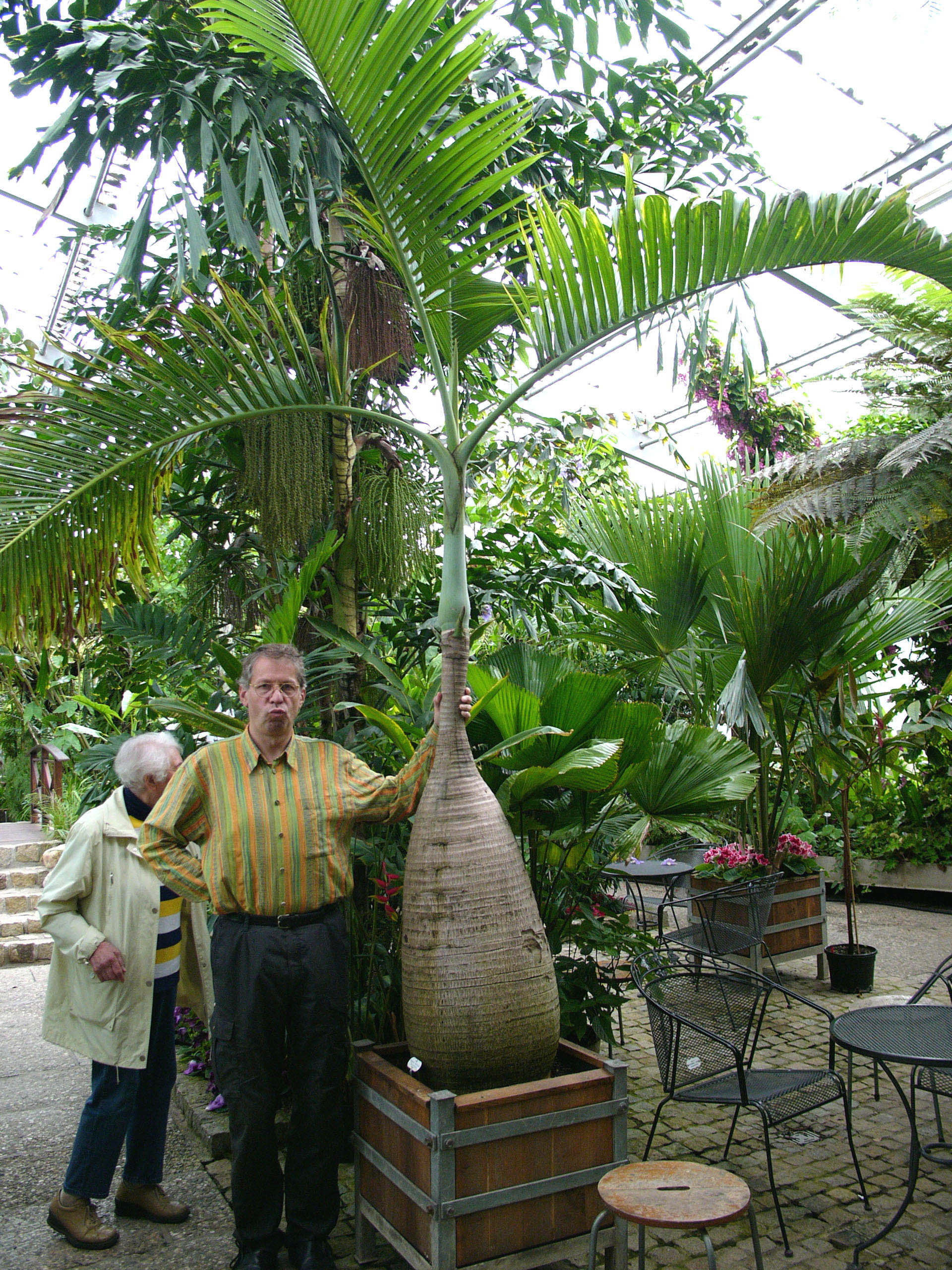
حديقة النباتات في berggarten

## وصلات خارجية
- Official site
- Botanical Garden - Berggarten
- Pictures by Anna Levitskaia (www.levitski.com)
- Princely House (Fürstenhaus)

## اقرأ أيضا
- قصر نويشفانشتاين
- قصر مانهايم
- قصر ارنزبورغ
- قصر سانسوسي
- تماثيل نانا
- حديقة جامعة كامبريدج النباتية

‌